# دين تشانس
دين تشانس (بالإنجليزية: Dean Chance)‏ هو لاعب كرة قاعدة أمريكي، ولد في 1 يونيو 1941 في ووستير في الولايات المتحدة، وتوفي بنفس المكان في 11 أكتوبر 2015.

## وصلات خارجية
- دين تشانس على موقع دوري كرة القاعدة الرئيسي (الإنجليزية)
- دين تشانس على موقعبيزبول رفرنس.كوم (الدوري الرئيسي) (الإنجليزية)
- دين تشانس على موقعبيزبول رفرنس.كوم (الدوري الثانوي) (الإنجليزية)
- دين تشانس على موقع جمعية أبحاث البيسبول الأمريكية (الإنجليزية)
- دين تشانس على موقع مشجعي الرسوم البيانية (الإنجليزية)
- دين تشانس على موقع IMDb (الإنجليزية)